# Amidorus immaturus
Amidorus immaturus är en skalbaggsart som beskrevs av Étienne Mulsant 1842. Amidorus immaturus ingår i släktet Amidorus och familjen Aphodiidae. Inga underarter finns listade i Catalogue of Life.